# Avonius Saturninus
Avonius Saturninus war ein im 2. Jahrhundert n. Chr. lebender Angehöriger des römischen Ritterstandes (eques).
Durch ein Militärdiplom ist belegt, dass er im Jahr 179 n. Chr. Kommandeur (vermutlich im Rang eines Tribuns) der Cohors III Campestris war, die zu diesem Zeitpunkt in der Provinz Dacia superior stationiert war. Da in dem Diplom die Formel cui praefuit verwendet wird, hatte Saturninus die Leitung der Kohorte zu dem Zeitpunkt schon nicht mehr inne, als die Liste mit den zu entlassenden Soldaten erstellt wurde. Sein Nachfolger war aber zu diesem Zeitpunkt ebenfalls noch nicht bekannt.